# Turistický salám
Turistický salám je  salám, který patří do skupiny trvanlivých tepelně opracovaných masných výrobků. První zmínky o tomto salámu pochází již z 50. let 20. století. Výrobek byl
vyráběn v zauzené podobě nebo s bílou ušlechtilou plísní na povrchu. Receptura turistického salámu, která se stala oborovou normou, pochází z roku 1975. Tento salám se stal oblíbeným a začaly ho postupně vyrábět různé masokombináty po celém Československu. 
Po zrušení závaznosti bývalých státních a podnikových norem počátkem 90. let 20. století však došlo k prudkému snížení jeho kvality. 
Jednotliví výrobci začali do těchto salámů přidávat různé náhražky, kvalita byla různá, chuť odlišná.
Přijetím vyhlášky 326 z roku 2001 došlo k zařazení Turistického salámu (též i Selského salámu a Vysočiny) opět do skupiny trvanlivých tepelně opracovaných masných výrobků. Další vyhláška č. 264/2003 Sb. přinesla  nové požadavky, takže se od této doby nepřipouští použití vlákniny, masa strojně odděleného včetně drůbežího masa strojně odděleného a použití rostlinných a jiných živočišných bílkovin. 